# Vlastimil Herold
Vlastimil Herold (19. července 1924, Nižný Hrabovec – 10. března 2004, Bratislava) byl česko-slovenský výtvarník, grafik, ilustrátor, karikaturista, typograf a filmař. Patří k zakladatelům slovenského animovaného filmu.

## Život a dílo
Narodil se 19. července 1924 v Nižném Hrabovci na východním Slovensku v rodině českého četnického strážmistra, povolaného po vyhlášení samostatnosti Československé republiky k vykonávání státní služby na Slovensko. Po vzniku samostatného Slovenského státu v roce 1939 byla rodina nucena vrátit se do Čech. Za Protektorátu studoval nejprve na vojenském gymnáziu, které po ukončení kvarty opustil a pokračoval ve studiu na strojní průmyslovce ve Vysokém Mýtě. Stále víc však tíhl ke grafice a malířství. V letech 1942–1944 studoval malířství na Večerní škole kreslení profesora V. Tittelbacha v Praze. Po válce nastoupil do právě zakládaného Studia kresleného filmu Bratří v triku v Praze, kde se pod vedením již renomovaných tvůrců seznámil s technikou filmové animace a získal absolventský list. Osvojil si zde důležitý poznatek, že na světě není předmětu, který by se nedal výtvarně oživit (animovat). V tu dobu se seznámil s animátorkou Libuší Černou, čerstvou absolventkou grafické školy, která mu později asistovala při vzniku všech jeho filmů. Ve studiu působil až do roku 1951. V tomto roce musel Studio kresleného filmu opustit, neboť byl povolán v rámci poúnorové propagandistické akce „77 000 do výroby“ do České zbrojovky v Brně, kde pracoval dva roky. V roce 1953 se společně usadili na Slovensku, kde zahájili svou činnost v Trikovém oddělení Studia populárně-vědeckého filmu v Bratislavě. Vlastimil Herold zde vytvořil dva krátké animované filmy – Dvaja chlapci v papieri (1955) a grotesku Jablko poznania (1955), inspirovaný kresbami francouzského karikaturisty Jeana Effela, na jejichž základě bývá označován za „prvního profesionála slovenského animovaného filmu“. O rok později natočil další dva filmy: Čistiace potreby (1956) a barevný film Robinson (1956) pro Nakladatelství dětské literatury. Všechny tyto snímky již opustily rámec animované reklamy a přerostly do žánru animované grotesky.

### Knižní grafika, průmyslový design a plakátová tvorba
V roce 1958 se Herold stal členem Svazu slovenských výtvarných umělců. Svoji uměleckou tvorbu uplatňoval nadále jako nezávislý výtvarník, grafik a ilustrátor. Pravidelně vystavoval na přehlídkách užitého umění a průmyslového designu. Z této doby pocházejí jeho návrhy na firemní značky, loga, potravinářské obaly a etikety. Podstatnou náplní jeho tvorby se staly návrhy knižních obálek, grafická uspořádání knih a edicí a knižní ilustrace. Během následujících čtyř desetiletí své knižní tvorby graficky upravil na dvě stě knižních titulů. Na počátku šedesátých let ilustroval a graficky utvářel Knižný magazín, obsáhlý čtvrtletník, seznamující čtenáře s aktuálními domácími i světovými knižními novinkami. V průběhu šedesátých let se zabýval i tvorbou reklamních a osvětových plakátů. Pro bratislavské nakladatelství Šport vytvořil sérii propagačních plakátů Československo, zobrazující architektonické dominanty některých historicky významných slovenských měst. Výběr motivů, jejich grafické ztvárnění a technická dokonalost provedení nalezly ocenění zejména na zahraničních výstavách. Je autorem i řady filmových plakátů, mj. dramatu Půlnoční mše (1962), komedií Skalni v ofsajde (1961), Statočny zlodej (1958).

### Animované filmy
Mezi filmy, které po návratu ze Studia kresleného filmu v Bratislavě v roce 1969 vytvořil, zaujímá přední místo animované leporelo Varila myšička kašičku (1974), v němž prostřednictvím plošné animace sloučil hravost ornamentálních kreseb Ľudovíta Fully s prostotou lidových říkanek, zhudebněných Eugenem Suchoněm.
Ve filmu Orbis pictus (1978) nahlédl do 17. století. Technikou linorytu ztvárnil ilustrační předlohu gymnazijního profesora Jonáše Bubenka – dřevoryty, jimiž ilustroval první levočské vydání díla J. A. Komenského Orbis sensualium pictus z roku 1679.
Ve filmu Trnky (1978) parafrázoval vlastním způsobem pohádku O kohoutkovi a slepičce a poskytl mu sarkasticky nedětský závěr, že i dobromyslná a nezištná slepička se pod vlivem okolností přizpůsobí poměrům a nadále jedná zrovna tak egoisticky, jako ti všichni, které zprvu prosila o pomoc.
Ve spolupráci s výtvarníkem Ondrejem Zimkou vytvořil film Babka Jezibabka (1980), v němž svedl dohromady pohádkový motiv babky čarodějky s novodobým zlem, ztělesněným pilotem žravého letadla. 
V animovaném filmu Fauly (1981) uvedl humorně i kriticky malé epizody ze světa sportu.
Grafická předloha Ľudovíta Fully Vtáčia krajina, vytvořená technikou kolorovaného linorytu, ho inspirovala k filmu Frr... (1983), ilustrujícímu z pohledu dobových společenských poměrů lidové pořekadlo: "Když ptáčka lapají, pěkně mu zpívají." Originální zvukový doprovod měl přitahovat pozornost diváka k nosnému grafickému médiu – papíru.
Ve filmu Vynálezca (1983) animoval historické rytiny dobových vynálezů, které spojil s loutkovými postavičkami znuděného byrokrata a snaživého vynálezce, vytvořenými výtvarníkem Dušanem Junkem.
V dokumentárním filmu 90 listov (1983) připomněl spolupráci Mikoláše Alše se slovenským satirickým časopisem Černokňažník, který vycházel koncem 19. století v Turčanském Svätém Martině. Devadesát dopisů, které si během deseti let spolu vyměnili tehdejší redaktor časopisu Ďurij Čajda s Mikulášem Alšem podává svědectví o jejich vzájemném vztahu. Dnes jsou uloženy v Muzeu Aloise Jiráska a Mikoláše Alše v pražském letohrádku Hvězda.
Za nejvýznamnější Heroldův animovaný film je považován snímek Kúzelník a kvetinárka z roku 1986. Poetický příběh Lubomíra Feldeka o kouzelnickém cylindru, který vykouzlí ve městě "kloboukovou" krajinu a přivede i květinářku Ramónu do kouzelníkovy náruče, opatřil výtvarnými návrhy Miroslav Cipár. 
Bajka ruského spisovatele Vladimíra Sutejeva "Co je to za ptáka?" ho inspirovala k vytvoření filmu Čudný vták (1987), za použití výtvarných návrhů Věruny Melčákové-Junkové. 
V posledním svém filmu Prvý list (1988), podle stejnojmenné povídky Rudyarda Kiplinga, uplatnil techniku papírové animace podle vlastních výtvarných návrhů.
Po odchodu ze Slovenského krátkého filmu v roce 1989 se Vlastimil Herold věnoval drobné kresbě, zejména ex libris. V průběhu devadesátých let se zúčastnil četných domácích i zahraničních přehlídek těchto subtilních miniatur a stal se jejich vyhledávaným autorem. Hodnocena byla „... stručnost výrazu, skvělé začlenění písma (dnes málokdy vídané) do jednoduchého obrázku a výsledná údernost jeho realizovaného nápadu".
Celoživotní dílo Vlastimila Herolda bylo oceněno roku 2004 na 12. Mezinárodním festivalu ART Film v Trenčianských Teplicích. Slovenský filmový svaz a Literární fond Slovenské republiky mu udělili nejvyšší slovenské filmové ocenění, Zlatou kameru In Memoriam za dlouhodobé a umělecky významné působení ve slovenské kinematografii.
Vlastimil Herold zemřel v Bratislavě 10. března 2004 ve věku 79 let.

## Filmografie[18]
- 1955 Jablko poznania
- 1955 Dvaja chlapci v papieri
- 1956 Čistiace potreby
- 1956 Robinson Crusoe
- 1972 Sobotienka ide
- 1973 Trénovaná myš (TV)
- 1974 Varila myšička kašičku (oceněno)
- 1978 On a ona
- 1978 Trnky
- 1978 Orbis pictus (podle historické levočské předlohy spisu J. A. Komenského, oceněno)
- 1980 Babka Jezibabka
- 1981 Fauly (oceněno)
- 1983 Frr… (inspirováno grafickou předlohou Ľudovíta Fully, oceněno)
- 1983 Vynálezca
- 1983 90 listov (spolu s dramaturgem Rudolfem Urcem, oceněno)

- 1986 Kúzelník a kvetinárka (oceněno)
- 1987 Čudný vták (podle bajky Vladimíra Sutejeva)
- 1988 Prvý list (podle povídky Rudyarda Kiplinga)

## Výstavy (výběr)[5]
- 1959   IV. přehlídka československého výtvarného umění, Praha,
- 1964   Bienále užité grafiky Brno ´64: Československý plakát a propagační grafika,
- 1974   6. bienále užité grafiky Brno 1974, Moravská galerie v Brně,
- 1996   10th SAGA (Salon for Engravings and Art Editions), Espace Eiffel Branly, Paris
- 1997   4th Triennial for Small Size Engravings, Chamalières (Puy-de-Dôme), Chamalières, Puy-de-Dôme
- 1997   Das tschechische Plakat der sechziger Jahre, Rosgartenmuseum, Konstanz
- 1997   Český plakát 60. let ze sbírek Moravské galerie Brno, Uměleckoprůmyslové muzeum, Brno
- 2001   Žatva slovenského a českého exlibris, Galerie na mostě, Hradec Králové
- 2002   III. trienále Havířov 2002, Galantní a erotická tvorba v exlibris a malé grafice, Havířov (Karviná)

## Ocenění

### Výtvarné práce
- 1958 II. cena na III. Celoslovenské výstavě užitkové grafiky, Bratislava.[19]
- 1965 III. cena v oboru užitkové grafiky na V. Celoslovenské výstavě užitkové grafiky a průmyslového výtvarnictví.[20]
- 1966 I. Cena za nejlepší plakát roku "pF 67".[12]
- 1972 Stříbrná medaile na 10. Mezinárodní výstavě turistických plakátů v Miláně za plakát Les églises en bois.
- 1978 Zlatá medaile na XII. Mezinárodní výstavě plakátů cestovního ruchu v Catanii za plakát Visité la Tchécoslovaqui.
- 1985 1. cena v soutěži na značku Slovenského animovaného filmu.[7]
- 2000 3th Prize EX EQUO, International Ex-libris Competition The Child, Belgrad.[15]
- 2001 Diploma de Onoare na Trienală Internatională de Arad, Muzeul De art a Arad , Ex-libris Ioan Slavici.[21]

### Filmová tvorba
- 1978 Cena Národní Galerie v Praze za film Orbis Pictus.[11]
- 1982 Cena za film Fauly na IX. Mezinárodním festivalu sportovních a turistických filmů Kranj, Slovinsko.
- 1984 Cena Slovenského literárního fondu za scénář aniovaného filmu Frr.[11]
- 1984 Cena na XIX. Academia filmu Olomouc animovanému dokumentu 90 listov za filmové ztvárnění dosud nezpracovaných materiálů o spolupráci Mikoláše Alše se slovenským obrozeneckým časopisem Černokňažnik.[13]
- 1986 cena Stříbrný větrníček na 16. Festivalu filmů pro děti a mládež v Gottwaldově (1986).[22]
- 1988 2. cena na II. Festivalu animovaných filmů v Českých Budějovicích v kategorii Tvorba pro děti filmu Kúzelnik a kvetinárka.[23]
- 2004 Zlatá kamera in Memoriam Slovenského filmového svazu a Literárního fondu Slovenské republiky za dlouhodobé a umělecky významné působení ve Slovenské kinematografii na 12. Mezinárodním festivalu ART Film Trenčianské Teplice, 2004).[17]

### Vzpomínkové akce
- 2024: V rámci 30. IFF Art Film Košice byl uveden "Blok krátkych animovaných filmov pri príležitosti nedožitých 100. narodenín Vlastimila Herolda, jednej zo zakladateľských osobností slovenského animovaného filmu".[24]
- 2024: Slovenské Centrum Dizajnu, Bratislava – Výstava ke 100. výročí narození Vlastimila Herolda Takto alebo takto? (11. 6. – 31. 8. 2024).[25]
- 2024: Večer animovaných filmů Vlastimila Herolda ke 100. výročí jeho narození v bratislavském kině Lumière,(19.7.2024)[26]